# Král Ubu
Král Ubu je divadelní hra Alfreda Jarryho, je považovaná za předchůdce absurdního dramatu, dada a surrealismu.

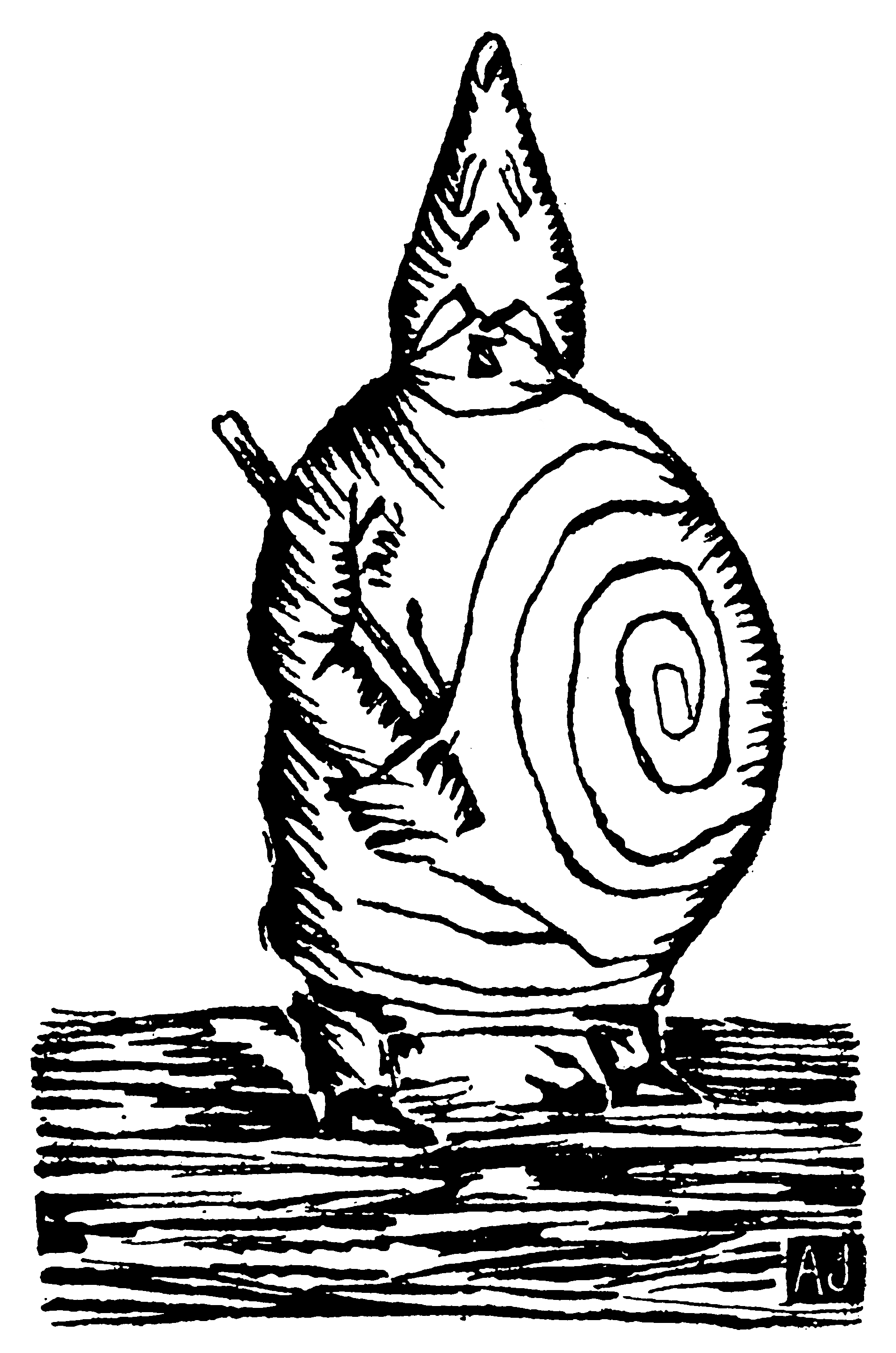
Král Ubu

Hra samotná vznikla v roce 1885 jako studentská recese na gymnáziu v Rennes, utahující si z učitele fyziky Hébérta (vyslovovaného ébé neboli ubu). Samotnou postavu patrně vytvořil Jarryho spolužák Charles Morin. V roce 1888 pak oba autoři předvedli ve svém loutkovém divadle frašku Poláci, která se stala předobrazem Jarryho slavné hry. Text hry Poláci se nezachoval. Jarry hru později výrazně přepracoval a v roce 1896 proběhla skandální premiéra v divadle Théâtre de l'Œuvre v Paříži. Hlavním hrdinou je fiktivní polský tyran, který se zmocnil trůnu vraždou legitimního krále a nakonec byl vyhnán ze země. Příběh obsahuje výrazné prvky Shakespearových tragédií Macbeth a Hamlet, ale není správné ji pokládat za pouhou parodii na Shakespeara.
Jarry později dopsal ke hře řadu pokračování. Různá dnešní zpracování obvykle Jarryho texty kombinují.

## Král Ubu v Česku
- Česká premiéra se konala 22. října 1928 v Osvobozeném divadle. Králem Ubu byl Jan Werich. Hru z francouzštiny přeložil Jiří Voskovec, který hrál kapitána Obrubu, režíroval Jindřich Honzl.
- Neveřejná premiéra hry se konala 19. 12. 1960 v divadle Radar v Praze. Připravoval ji Prokop Voskovec ml. a Zdena Holubová ve spolupráci s Petrem Králem.
- Od roku 1964 byla hrána úspěšná inscenace této hry pod vedením režiséra Jana Grossmana s Janem Libíčkem jako králem Ubu. Po invazi sovětských vojsk v roce 1968 byla hra zakázána, ale měsíc před invazí byl pořízen televizní záznam. Před příkazem ke zničení záznamu vytvořil technik kopii, díky níž byl záznam v premiéře vysílán v roce 1990.
- V roce 1996 natočil F. A. Brabec film Král Ubu s Marianem Labudou v hlavní roli.

V roce 1997 vydal Jaroslav N. Večerníček soubor grafik Dvouletý kalendář krále Ubu s úryvky textů a jejich surrealistickými ilustracemi
- Od roku 2003 se hra hraje v Divadle v Řeznické v nastudování Jaroslava Duška s Bohumilem Kleplem.
- Od roku 2019 se hra hraje také v pražském Divadle D21 v režii Jakuba Šmída s Petrem Pochopem v hlavní roli.